# Барон Сент-Леван

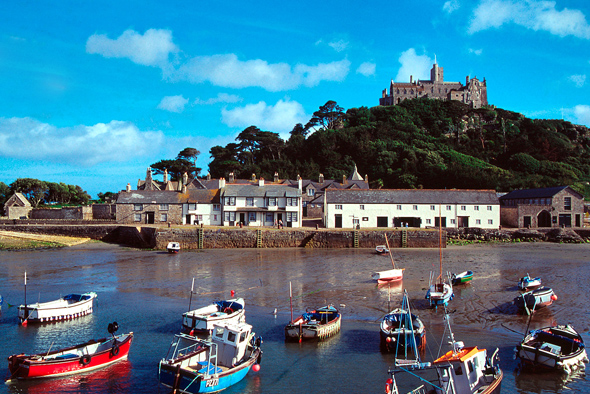
Сент-Майклс-Маунт в графстве Корнуолл

Барон Сент-Леван из Сент-Майклс-Маунта в графстве Корнуолл — наследственный титул в системе Пэрства Соединенного Королевства. Он был создан 4 июля 1887 года для британского политика сэра Джона Сент-Обина, 2-го баронета (1829—1908). Ранее он представлял в Палате общин Западный Корнуолл от либеральной партии (1858—1885) и Сент-Айвс от Либеральной юнионистской партии (1885—1887). Его преемником стал его старший сын, Джон Таунсед Сент-Обин, 2-й барон Сент-Леван (1857—1940). Он был полковником и почётным бригадиром Гренадерской гвардии. После его смерти титул к его племяннику, Фрэнсису Сесилу Сент-Обину, 3-му барону Сент-Левану (1895—1978). Он был сыном достопочтенного сэра Артура Джеймса Стюарта Дадли Сент-Обина (1867—1897), второго сына первого барона. Третьему барону наследовал в 1978 году его старший сын, Джон Фрэнсис Артур Сент-Обин, 4-й барон Сент-Леван (1919—2013). Перед тем, как получить звание пэра, он служил в Королевских ВМС в Дюнкерке и на минном тральщике в арктических конвоях во время Второй мировой войны, за что был награждён Крестом «За выдающиеся заслуги» (DSC).
По состоянию на 2024 год носителем баронского титула являлся сын последнего, Джеймс Пирс Саутуэлл Сент-Обин, 5-й барон Сент-Леван (род. 1950), который стал преемником своего отца в 2013 году.
Титул баронета Сент-Обина из Сент-Майклс-Маунта в графстве Корнуолл (Баронетство Соединенного Королевства) был создан 31 июля 1866 года для отца первого барона, Эдварда Сент-Обина. Он был незаконнорождённым сыном сэра Джона Сент-Обина, 5-го баронета из Клованса (1758—1839), по смерти которого в 1839 году титул баронета из Клованса прервался.
Семейная резиденция — Сент-Майклс-Маунт в графстве Корнуолл.

## Баронеты Сент-Обин из Сент-Майклс-Маунта (1866)
- 1866—1872: Сэр Эдвард Сент-Обин, 1-й баронет (6 ноября 1799 — 30 ноября 1872), внебрачный сын сэра Джона Сент-Обина, 5-го баронета из Клованса (1758—1839)[1];
- 1872—1908: Сэр Джон Сент-Обин, 2-й баронет (23 октября 1829 — 14 мая 1908), старший сын предыдущего, барон Сент-Леван с 1887 года[2].

## Бароны Сент-Леван (1887)
- 1887—1908: Джон Сент-Обин, 1-й барон Сент-Леван (23 октября 1829 — 14 мая 1908), старший сын сэра Эдварда Сент-Обина, 1-го баронета (1799—1872)[2];
- 1908—1940: Джон Таунсенд Сент-Обин, 2-й барон Сент-Леван (23 сентября 1857 — 10 ноября 1940), старший сын предыдущего[3];
- 1940—1978: Фрэнсис Сесил Сент-Обин, 3-й барон Сент-Леван (18 апреля 1895 — 10 июля 1978), единственный сын достопочтенного сэра Артура Джеймса Дадли Стюарта Сент-Обина (1867—1897), четвёртого сына 1-го барона[4];
- 1978—2013: Джон Фрэнсис Артур Сент-Обин, 4-й барон Сент-Леван (23 февраля 1919 — 7 апреля 2013), старший сын предыдущего[5];
- 2013 — настоящее время: Джеймс Пирс Саутуэлл Сент-Обин, 5-й барон Сент-Леван (род. 6 июня 1950), старший сын достопочтенного Оливера Пирса Сент-Обина (1920—2006), племянник предыдущего[6];
  - Наследник титула: достопочтенный Хью Джеймс Сент-Обин (род. 14 июня 1983), старший сын предыдущего[7].